# ماهينا
ماهينا (بالإنجليزية: Mahina)‏ هي ربة القمر في ميثولوجيا هاواي. وهي أم هيما Hema.